# Диваки (фільм)
Диваки (рос. Чудаки) — художній фільм знятий 1973 року на кіностудії «Грузія-фільм» режисером Ельдаром Шенгелая.

## Опис
Ертаоз Брегвадзе пішов до міста з наміром продати курку і розрахуватися з батьківськими боргами. З першого погляду закохався в красуню Маргалиту і вирішив їй допомогти позбавитись від тіла її коханця-поліцейського. На кладовищі поліцейський прийшов до тями і заарештував Ертаоза з куркою. Хлопець отримав 10 років позбавлення волі, а птах — сім. У в'язниці вони знайомляться з Христофором, який винайшов літальний апарат, що використовує замість палива силу кохання…

## В ролях
|                    |                                                |  |
|                    |                                                |  |
| Актор              | Роль                                           |  |
| Дато Жгенті        | Ертаоз Брегвадзе                               |  |
| Василь Чхаїдзе     | Христофор (винахідник)                         |  |
| Аріадна Шенгелая   | Маргалита (дружина Трифонія)                   |  |
| Борис Ципурія      | Хута (начальник в'язниці)                      |  |
| Мераб Еліозішвілі  | Трифонія (машиніст поїзда)                     |  |
| Акакій Бакрадзе    | батько Ертаоза                                 |  |
| Абрек Пхаладзе     | Ношреван (лікар)                               |  |
| Григорій Ткабладзе | священик                                       |  |
| Йосип Хаіндрава    | асистент лікаря Ношревана (у титрах відсутній) |  |

## Творча група
|             |                                     |  |
|             |                                     |  |
| Сценарій    | Резо Габріадзе, Ельдар Шенгелая     |  |
| Режисер     | Ельдар Шенгелая                     |  |
| Оператор    | Гено Чирадзе                        |  |
| Композитори | Гія Канчелі, Джансуг Кахідзе        |  |
| Художники   | Реваз Мірзашвілі, Тенгіз Мірзашвілі |  |